# Ulrich Khevenhüller

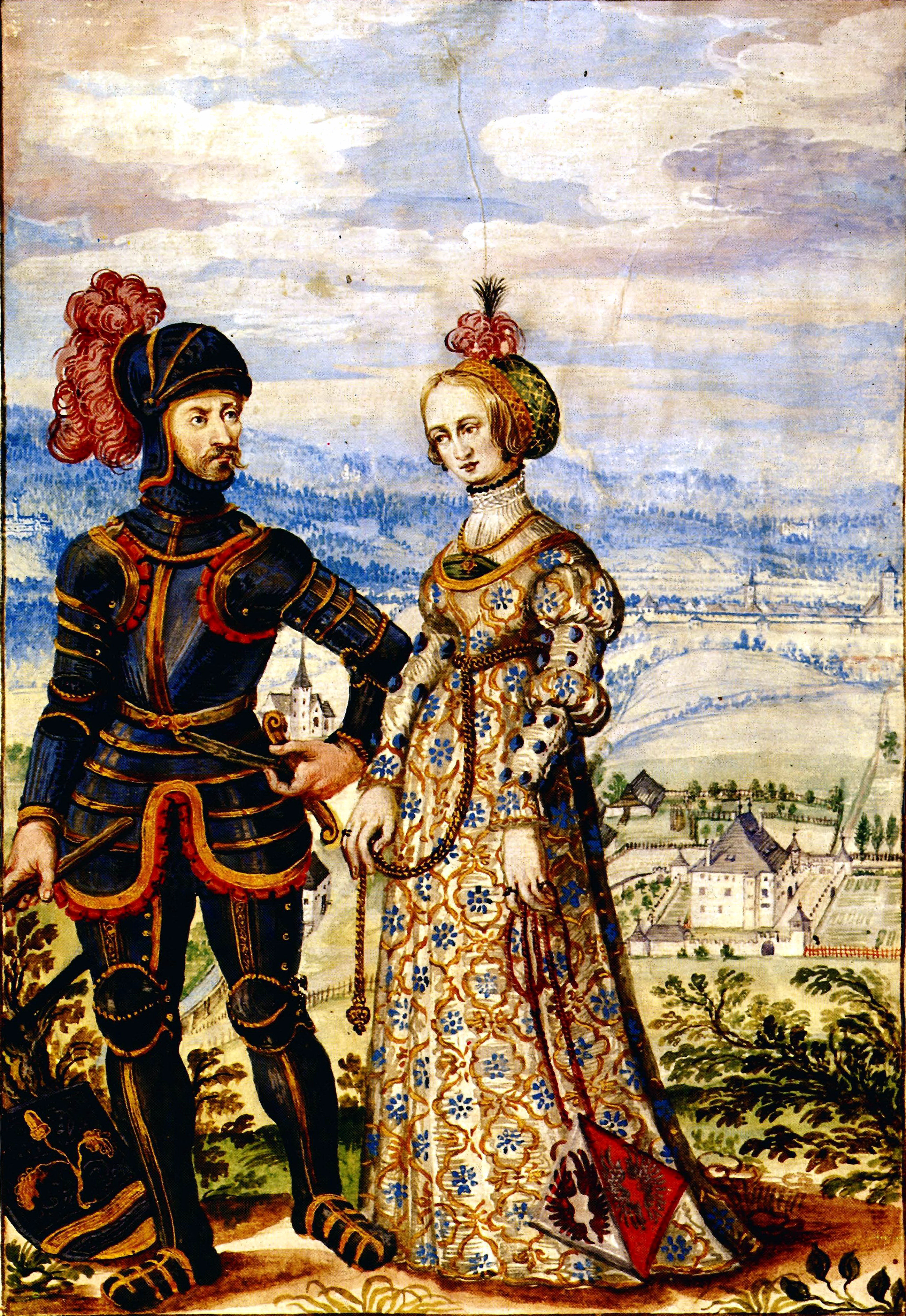
Ritter Ulrich Khevenhüller und Frau Anna geb. von Kellerberg, um 1550

Ritter Ulrich Khevenhüller (* um 1430; † 1492) war der jüngste Sohn Hans’ II. Khevenhüller, jedoch zur Ausstellungszeit der Urkunde über die noch nicht vollzogene Armenstiftung seines Großvaters Hans I. durch seinen Bruder Hans III. am 10. Mai 1439 noch ein Knabe und kommt daher auch in den Urkunden seiner Brüder vor 1456 nicht vor.

## Aus der Chronik
Er tritt erst in den Vordergrund, als Hans III. bereits gestorben ist und Rudolf schwer krank auf der Burg Aichelberg dar nieder liegt, wie dieser in einem Brief vom 17. November 1463 dem Niklas von Liechtenstein, oberstem Kämmerer in Steiermark und Marschall in Kärnten, mitteilt und diesen bittet, mit seinen liechtensteinischen Lehen, für die er bereits (nach dem Tode seines Bruders Hans III.) ein Jahr Lehenurlaub erhalten hatte, an seiner statt und als Lehenträger der Kinder nach seinem verstorbenen Bruder Hans seinen Bruder Ulrich belehnen zu wollen.
Als dann auch Rudolf Khevenhüller gestorben war, gewährte später, am 23. Dezember 1466, Niklas von Liechtenstein dem Ritter Ulrich Khevenhüller, der verhindert war, persönlich zu ihm nach Murau zum Lehenempfang zu kommen, Lehenurlaub für seine liechtensteinischen Lehen. Ulrich wird hier erstmals offiziell als Ritter bezeichnet und ist nicht erst 1467, wie die Khevenhüller-Historie des Grafen Franz Christoph behauptet, sondern schon 1466 von Kaiser Friedrich III. zum Ritter geschlagen worden. Ob die diesbezüglichen Nachrichten hinsichtlich seiner Brüder zutreffen, geht aus deren urkundlichen Nennungen hingegen nicht hervor, nur bei Ulrich! Dass der Khevenhüller-Freiherrnbrief vom 16. Oktober 1566 behauptet, Maximilian I. habe das getan, ist chronologisch seitens des 1459 geborenen Kaisers nicht möglich. Wenn darin weiter steht, Ulrich habe Maximilian I. in Kriegs- und politischen Sachen, vornehmlich aber gegen den türkischen Erbfeind lange Jahre ehrlich und redlich gedient, so dass ihm Befestigungen und Grenzhäuser im Bereich der späteren Militärgrenze anvertraut worden seien, so liegt hier anscheinend eine Verwechslung mit dem nie existenten „Ulrich II., Sohn Rudolfs“ vor, von dem auch Freiherr Georg von Khevenhüller in seiner Khevenhüller-Lebensbeschreibung von 1583/84 spricht und seine Heirat mit Anna von Kellerberg ins Jahr 1494 legt. Die Khevenhüller-Chronik von 1625 behauptet dann, Ulrich habe mit Maximilian die Gefangenschaft in Gent geteilt, was richtigerweise Brügge heißen müsste, so dass er 1488 zu den Gefolgsleuten Maximilians in Flandern gehört hätte, noch vor dem Tode Friedrichs III. im Jahre 1493. Allerdings ist Maximilian selbst erst 1493 in Kroatien gegen die Türken engagiert, zumal von 1480 bis 1490 der Hauptkampf der Habsburger im Südosten König Matthias Corvinus und seinen Ungarn galt, und überdies liegt die Annahme nahe, Ulrich Khevenhüller habe bereits 1492 das Zeitliche gesegnet, da der ab 1494 siegelnd bezeugte und das Khevenhüllergeschlecht führende Augustin, Sohn Hans’ III., in sein Siegel die Jahreszahl 1492 offenbar als Beginn seiner Khevenhüller-Repräsentanz hat eingraben lassen.
Hingegen hat Ritter Ulrich Khevenhüller laut Khevenhüller-Historie am 8. Mai 1461 von Kaiser Friedrich III. die Herrschaft Falkenstein im Mölltal anvertraut erhalten, was auch die Inschrift seines Bildes aus der Zeit um 1550 bekräftigt, diese jedoch nach einigen Jahren wieder abgegeben, als er nach dem Tod seines Bruders Rudolf (1466) alle Khevenhüllerlehen übernommen hatte und nun 1468 Georg Skodl als kaiserlicher Pfleger Falkenstein samt der gewöhnlichen Burghut und dem Amt zu Obervellach bekam. Von 1472 bis 1488 ist Ulrich in Kärntner Urkunden des Öfteren, meist als Mitsiegler bei Rechtsgeschäften in seinem Freundeskreise, bezeugt und hat an einer in Bamberg erhaltenen Urkunde vom 28. November 1473 sein prächtiges Rittersiegel anbringen lassen. Ihm gelang die endgültige Bereinigung des Streits zwischen dem Bischof von Bamberg und seinem verstorbenen Bruder Hans III. wegen dessen Eigenwilligkeiten, so dass er von Bischof Philipp am 25. Februar 1478 mit den bambergischen Khevenhüllerlehen im Raume Villach samt dem Burgsitz unter dem Schloss Federaun rechtmäßig belehnt wurde, ebenso am 25. Mai 1488 von Bischof Heinrich. Durch seine Heirat (um 1470) mit Anna von Kellerberg, der Erbin nach ihrem Vater Kaspar von Kellerberg, vergrößerte er die Khevenhüller-Besitzungen. In einer Urkunde vom 30. November 1505 ist Anna als seine Witwe bezeugt, ebenso in einer solchen vom 27. Dezember 1510.

## Beschreibung des Gemäldes
Auf dem Bilde trägt Ritter Ulrich Khevenhüller einen geschwärzten Harnisch mit reicher Goldverzierung, wie er allerdings erst der Mitte des 16. Jahrhunderts entspricht. Die Armkacheln und die Unterkante des den Oberkörper schützenden Panzers sind zusätzlich noch mit roten Samtvorstößen ausgestattet. Die etwas phantastische Helmglocke trägt rote Straußenfedern. Der Befehlshaberstab in seiner Rechten soll offenbar seine Oberaufsicht über die Grenzfestungen betonen. Frau Anna trägt ein mit blauen Rosetten verziertes, weißgrundiges Goldbrokatkleid, das oben über dem durch eine Goldborte gefassten tiefen runden Ausschnitt einen grünen Einsatz und über diesem das hochgeschlossene, gefältelte weiße Hemd sehen lässt. Die Ärmel sind zweimal gepufft und an den enganliegenden Stellen mit blauen Noppen versehen. Um den Hals trägt die zierliche Frau ganz oben eine Korallenkette, tiefer unten eine Goldkette mit Anhänger. Um die Taille ist eine vielgliedrige Goldkette geschlungen, deren Ende, das die Dame mit der Rechten gefasst hat, tief herabhängt und in einen herzförmigen Anhänger mündet. Diese Kette ist ein typisches Kennzeichen der Renaissance. In der Linken hält Frau Anna an einer Goldschnur ihr Familienwappen, den von Weiß und Rot gespaltenen Schild mit je zwei goldenen Flügen in den beiden Hälften. Auf dem Blondhaar sitzt keck eine grüne, goldbordierte Kappe, aus der neckisch ein Büschel roter Straußenfedern mit schwarzer Pfauenfederbekrönung hervorwächst. Wertvoll ist das Bild auch durch die älteste erhaltene Darstellung des Schlosses Mörtenegg, das Siegmund Khevenhüller um 1546 auf dem khevenhüllerischen Meierhof zu St. Martin westlich Villach erbaute. Aus Khevenhüller-Besitz ging der Edelmannsitz Mörtenegg am 28. April 1622 käuflich an Urban Freiherrn von Pötting über. Das Gebäude ist heute noch in ganz ähnlicher Form erhalten, ebenso die Pfarrkirche St. Martin, die zwischen dem Oberarm und der linken Hand Ritter Ulrichs hervorlugt. Von der Stadt Villach ist ein Teil der westlichen Stadtmauer mit einem kleinen Mauerturm zu sehen, an der rechten Bildkante die Pfarrkirche St. Jakob und etwa in der Mitte der Stadtsilhouette ein Rathausturm.
Die Burg Wernberg, die Kirche von Sternberg und ein Teil der Burg gleichen Namens, die Burgen Aichelberg und Landskron dämmern nur schemenhaft in der Ferne, wollen aber doch den Umfang khevenhüllerischen Besitzes im Raume östlich Villach andeuten, allerdings ein halbes Jahrhundert nach der Zeit Ulrich Khevenhüllers. Der Blick ist deutlich von der Höhe 592 ober St. Martin genommen.
Unter den Bildern, die Landeshauptmann Christoph Khevenhüller um 1550 von den alten Khevenhüllern malen ließ, begegnen wir auch dem Ritter Ulrich Khevenhüller, der vom 8. Mai 1461 bis 1468 als kaiserlicher Diener Falkenstein pflegschaftsweise innehatte. Wie fast alle Khevenhüller dieser Serie ist er ein alter Mann mit weißem Bart, angetan mit einem glitzernden Harnisch, von dem nur der Helm nicht im Bilde ist. Selbst die Füße stecken in gespornten eisernen goldverzierten Schnabelschuhen. Das Wappen zu seiner Seite weist auf seine Gemahlin Anna von Kellerberg hin, die in der Beschriftung fälschlich den Vornamen Margarethe trägt.

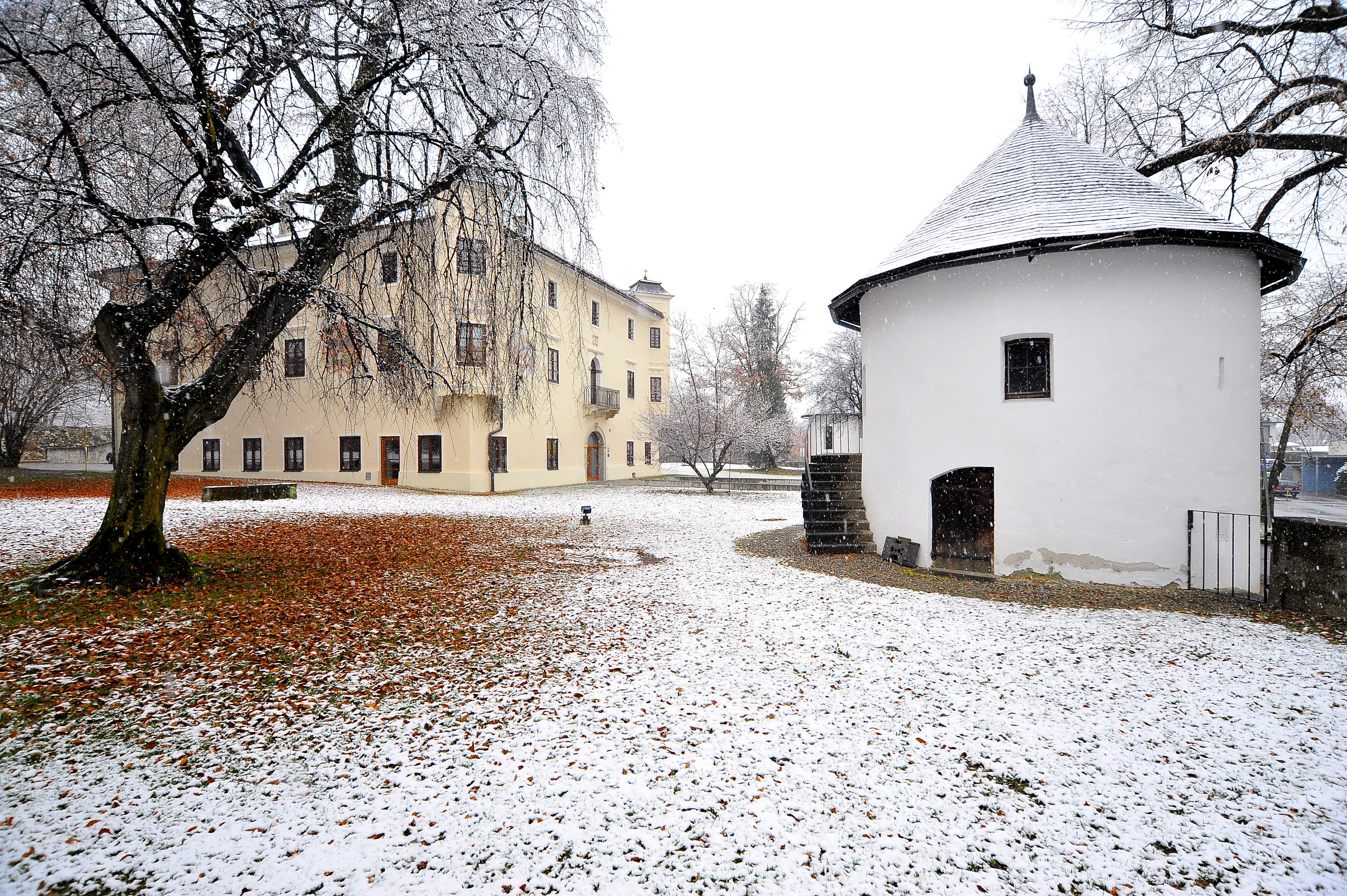
Schloss Mörtenegg in Villach